# ヴィクティファルス
ヴィクティファルス（欧字名:Victipharus、2018年5月1日 - ）は、日本の競走馬。2021年のスプリングステークスの勝ち馬である。
馬名の意味は、ガリレオ衛星に付けられた名前。母父名より連想。

## 戦績

### 2歳（2020年）
11月28日阪神の2歳新馬戦（芝1800m）にて福永祐一を背に1番人気で出走。道中は中団で待機し、直線で抜け出すと最後はカサデガの追撃を半馬身差振り切ってデビュー戦を飾る。

### 3歳（2021年）
2月14日の共同通信杯で始動。7番人気の評価であったが、中団追走から直線でしぶとく脚を伸ばし、勝ったエフフォーリアには離されたものの2着と好走する。3月21日のスプリングステークスでは道中中団を追走すると、直線で大外から一気の末脚を繰り出し最後は早め進出から一旦は先頭に立ったアサマノイタズラをアタマ差交わして重賞初制覇を果たした。また、鞍上の池添謙一（兄）、調教師の池添学（弟）との兄弟コンビでは初のJRA重賞初制覇ともなった。4月11日、クラシック一冠目の皐月賞は道中中団からレースを進めるが上位に食い込めず9着に敗れ、初めて連対を外した。続くクラシック二冠目、東京優駿は先行したが馬群に沈み、14着と大敗した。
夏は休養に充て、秋初戦となったセントライト記念は中団から直線で馬群を割って伸びるも5着に敗れる。クラシック3冠目の菊花賞は中団から競馬をするも伸びを欠き10着に敗れた。

### 4歳・5歳（2022年・2023年）
4歳初戦の中山金杯、次走のマイラーズカップは共に二桁順位に沈む。約半年の休養を挟んでリステッド戦を2戦するが、結局未勝利のままシーズンを終えることとなった。
5歳初戦として出走した京都金杯で12着に敗れた後、去勢手術が行われセン馬となった。去勢後初戦の京王杯スプリングカップは直線で失速し最下位18着。夏の小倉日経オープンも着外に敗れた。その後、陣営はダート路線への転向を決断。初のダート戦となった10月の太秦ステークスはスタート直後こそ躓いたものの、中団をリズム良く運び、直線ラスト100メートルで逃げ粘るメイクアリープをかわしてゴール。7番人気の伏兵評価を覆し、スプリングステークス以来約2年7か月ぶりの勝利を収めた。

### 6歳・7歳（2024年・2025年）
6歳初戦となった2024年1月21日の東海ステークスでは好位追走からしぶとく脚を伸ばして3着と好走するものの、その後は惨敗が続き、障害競走に転向するも勝ち星を挙げることはできなかった。2025年7月27日の東海ステークスで13着と大敗を喫した後、関係者との間で協議した結果、大井競馬へ移籍することを8月6日にG1サラブレッドクラブの公式サイトで発表され、8月8日付けでJRAの競走馬登録を抹消された。

## 競走成績
以下の内容は、JBISサーチおよびnetkeiba.comの情報に基づく。
| 競走日     | 競馬場 | 競走名           | 格   | 距離（馬場）  | 頭 数 | 枠 番 | 馬 番 | オッズ （人気） | 着順 | タイム （上り3F） | 着差 | 騎手        | 斤量 [kg] | 1着馬（2着馬）         | 馬体重 [kg] |
| ---------- | ------ | ---------------- | ---- | ------------- | ----- | ----- | ----- | --------------- | ---- | ----------------- | ---- | ----------- | --------- | ---------------------- | ----------- |
| 2020.11.28 | 阪神   | 2歳新馬          |      | 芝1800m（良） | 9     | 8     | 9     | 001.40（1人）   | 01着 | R1:49.3（34.4）   | -0.1 | 0福永祐一   | 55        | （カサデガ）           | 484         |
| 2021.02.14 | 東京   | 共同通信杯       | GIII | 芝1800m（良） | 12    | 7     | 9     | 041.90（7人）   | 02着 | R1:48.0（33.6）   | -0.4 | 0松山弘平   | 56        | エフフォーリア         | 478         |
| 0000.03.21 | 中山   | スプリングS      | GII  | 芝1800m（重） | 15    | 8     | 14    | 007.10（3人）   | 01着 | R1:52.0（36.1）   | -0.0 | 0池添謙一   | 56        | （アサマノイタズラ）   | 480         |
| 0000.04.18 | 中山   | 皐月賞           | GI   | 芝2000m（稍） | 16    | 3     | 5     | 010.10（4人）   | 09着 | R2:02.1（37.7）   | -1.5 | 0池添謙一   | 57        | エフフォーリア         | 478         |
| 0000.05.30 | 東京   | 東京優駿         | GI   | 芝2400m（良） | 17    | 1     | 2     | 095.6（14人）   | 14着 | R2:24.3（35.4）   | -1.8 | 0池添謙一   | 57        | シャフリヤール         | 474         |
| 0000.09.20 | 中山   | セントライト記念 | GII  | 芝2200m（良） | 14    | 3     | 3     | 018.90（7人）   | 05着 | R2:12.9（35.4）   | -0.6 | 0池添謙一   | 56        | アサマノイタズラ       | 474         |
| 0000.10.24 | 阪神   | 菊花賞           | GI   | 芝3000m（良） | 18    | 8     | 17    | 018.40（8人）   | 10着 | R3:06.1（35.7）   | -1.5 | 0池添謙一   | 57        | タイトルホルダー       | 474         |
| 2022.01.05 | 中山   | 中山金杯         | GIII | 芝2000m（良） | 17    | 3     | 6     | 004.20（3人）   | 13着 | R2:01.3（36.3）   | -1.2 | 0池添謙一   | 56        | レッドガラン           | 482         |
| 0000.04.24 | 阪神   | マイラーズC      | GII  | 芝1600m（稍） | 15    | 2     | 2     | 018.70（8人）   | 14着 | R1:35.5（37.1）   | -2.2 | 0池添謙一   | 56        | ソウルラッシュ         | 480         |
| 0000.10.30 | 阪神   | カシオペアS      | L    | 芝1800m（良） | 15    | 5     | 8     | 019.70（6人）   | 05着 | R1:46.5（33.9）   | -0.4 | 0池添謙一   | 57        | アドマイヤビルゴ       | 486         |
| 0000.12.18 | 中山   | ディセンバーS    | L    | 芝1800m（稍） | 16    | 6     | 11    | 006.20（3人）   | 07着 | R1:49.1（36.5）   | -0.7 | 0戸崎圭太   | 57        | ショウナンマグマ       | 484         |
| 2023.01.05 | 中京   | 京都金杯         | GIII | 芝1600m（良） | 16    | 4     | 8     | 051.2（11人）   | 12着 | R1:33.9（35.8）   | -1.2 | 0団野大成   | 57        | イルーシヴパンサー     | 492         |
| 0000.05.13 | 東京   | 京王杯SC         | GII  | 芝1400m（良） | 18    | 2     | 3     | 204.1（17人）   | 18着 | R1:21.9（35.0）   | -1.6 | 0石川裕紀人 | 57        | レッドモンレーヴ       | 474         |
| 0000.08.27 | 小倉   | 小倉日経OP       | OP   | 芝1800m（良） | 12    | 3     | 3     | 016.60（8人）   | 07着 | R1:47.1（36.5）   | -1.2 | 0荻野極     | 58        | カントル               | 470         |
| 0000.10.14 | 京都   | 太秦S            | OP   | ダ1800m（良） | 12    | 3     | 3     | 028.90（7人）   | 01着 | R1:51.3（37.8）   | -0.2 | 0池添謙一   | 58        | （タイセイドレフォン） | 480         |
| 2024.01.21 | 京都   | 東海S            | GII  | ダ1800m（重） | 16    | 2     | 3     | 008.10（4人）   | 03着 | R1:49.6（36.1）   | -0.4 | 0池添謙一   | 57        | ウィリアムバローズ     | 490         |
| 0000.04.14 | 阪神   | アンタレスS      | GIII | ダ1800m（良） | 16    | 2     | 3     | 004.00（2人）   | 14着 | R1:54.5（40.0）   | -3.3 | 0池添謙一   | 58        | ミッキーヌチバナ       | 490         |
| 0000.05.18 | 京都   | 平安S            | GIII | ダ1900m（良） | 16    | 8     | 15    | 016.40（8人）   | 15着 | R2:00.3（39.3）   | -2.9 | 0池添謙一   | 57        | ミトノオー             | 492         |
| 0000.08.04 | 札幌   | エルムS          | GIII | ダ1700m（稍） | 14    | 3     | 3     | 043.3（11人）   | 06着 | R1:44.9（36.8）   | -0.9 | 0池添謙一   | 58        | ペイシャエス           | 480         |
| 0000.09.28 | 中京   | シリウスS        | GIII | ダ1900m（良） | 15    | 6     | 11    | 053.8（11人）   | 15着 | R2:01.1（40.1）   | -4.0 | 0池添謙一   | 57.5      | ハギノアレグリアス     | 484         |
| 0000.12.22 | 京都   | 障害3歳上未勝利  |      | 障2910m（良） | 14    | 2     | 2     | 003.70（2人）   | 03着 | R3:21.3（13.8）   | -2.5 | 0小牧加矢太 | 60        | マテンロウジョイ       | 490         |
| 2025.02.23 | 小倉   | 障害4歳上未勝利  |      | 障2860m（良） | 12    | 8     | 11    | 001.80（1人）   | 04着 | R3:13.8（13.6）   | -0.6 | 0小牧加矢太 | 60        | サンデーヒーロー       | 484         |
| 0000.05.11 | 新潟   | 障害4歳上未勝利  |      | 障2890m（稍） | 14    | 7     | 11    | 003.20（1人）   | 08着 | R3:17.2（13.6）   | -2.9 | 0中村将之   | 60        | ヒルズカーン           | 484         |
| 0000.07.27 | 中京   | 東海S            | GIII | ダ1400m（良） | 16    | 5     | 10    | 217.7（16人）   | 13着 | R1:24.4（36.8）   | -2.2 | 0亀田温心   | 58        | ヤマニンウルス         | 484         |

1. ↑  障害戦は平均1F

- 競走成績は2025年7月27日現在

## 血統表
| ヴィクティファルスの血統    | ヴィクティファルスの血統                             | ヴィクティファルスの血統                            | （血統表の出典）                                    | （血統表の出典） |
| 父系                        | サンデーサイレンス系（ヘイロー系）                   | サンデーサイレンス系（ヘイロー系）                  | サンデーサイレンス系（ヘイロー系）                  | [ § 2 ]          |
| 父 ハーツクライ 2001 鹿毛   | 父の父*サンデーサイレンス Sunday Silence 1986 青鹿毛 | Halo                                                | Hail to Reason                                      | Hail to Reason   |
| 父 ハーツクライ 2001 鹿毛   | 父の父*サンデーサイレンス Sunday Silence 1986 青鹿毛 | Halo                                                | Cosmah                                              |                  |
| 父 ハーツクライ 2001 鹿毛   | 父の父*サンデーサイレンス Sunday Silence 1986 青鹿毛 | Wishing Well                                        | Understanding                                       | Understanding    |
| 父 ハーツクライ 2001 鹿毛   | 父の父*サンデーサイレンス Sunday Silence 1986 青鹿毛 | Wishing Well                                        | Mountain Flower                                     |                  |
| 父 ハーツクライ 2001 鹿毛   | 父の母アイリッシュダンス 1990 鹿毛                   | *トニービン                                         | *カンパラ                                           | *カンパラ        |
| 父 ハーツクライ 2001 鹿毛   | 父の母アイリッシュダンス 1990 鹿毛                   | *トニービン                                         | Severn Bridge                                       |                  |
| 父 ハーツクライ 2001 鹿毛   | 父の母アイリッシュダンス 1990 鹿毛                   | *ビューパーダンス                                   | Lyphard                                             | Lyphard          |
| 父 ハーツクライ 2001 鹿毛   | 父の母アイリッシュダンス 1990 鹿毛                   | *ビューパーダンス                                   | My Bupers                                           |                  |
| 母 * ヴィルジニア 2010 鹿毛 | 母の父Galileo 1998 鹿毛                              | Sadler's Wells                                      | Northern Dancer                                     | Northern Dancer  |
| 母 * ヴィルジニア 2010 鹿毛 | 母の父Galileo 1998 鹿毛                              | Sadler's Wells                                      | Fairy Bridge                                        |                  |
| 母 * ヴィルジニア 2010 鹿毛 | 母の父Galileo 1998 鹿毛                              | Urban Sea                                           | Miswaki                                             | Miswaki          |
| 母 * ヴィルジニア 2010 鹿毛 | 母の父Galileo 1998 鹿毛                              | Urban Sea                                           | Allegretta                                          |                  |
| 母 * ヴィルジニア 2010 鹿毛 | 母の母Silverskaya 2001 黒鹿毛                        | Silver Hawk                                         | Roberto                                             | Roberto          |
| 母 * ヴィルジニア 2010 鹿毛 | 母の母Silverskaya 2001 黒鹿毛                        | Silver Hawk                                         | Gris Vitesse                                        |                  |
| 母 * ヴィルジニア 2010 鹿毛 | 母の母Silverskaya 2001 黒鹿毛                        | Boubskaia                                           | Niniski                                             | Niniski          |
| 母 * ヴィルジニア 2010 鹿毛 | 母の母Silverskaya 2001 黒鹿毛                        | Boubskaia                                           | Frenetique                                          |                  |
| 母系(F-No.)                 | 16号族(FN:16-g)                                      | 16号族(FN:16-g)                                     | 16号族(FN:16-g)                                     | [ § 3 ]          |
| 5代内の近親交配             | Hail to Reason4×5=9.38%、Northern Dancer5×4＝9.38％  | Hail to Reason4×5=9.38%、Northern Dancer5×4＝9.38％ | Hail to Reason4×5=9.38%、Northern Dancer5×4＝9.38％ | [ § 4 ]          |
| 出典                        | 1. 2. 3. 4.                                          | 1. 2. 3. 4.                                         | 1. 2. 3. 4.                                         | 1. 2. 3. 4.      |

- 叔父に種牡馬のシルバーステートがいる。
- そのほかの近親にシックスセンス（京都記念）。